# جبال أبانات
جبل أبان أو أبانات هي جبال شهيرة في وسط شبه الجزيرة العربية. قمة أبان هي أعلى قمة في نجد، وتقع في الجزء الغربي من منطقة القصيم غرب مدينة النبهانية. وهي عبارة عن جبلين مشهورين أبان الأحمر وأبان الأسمر، ويفصل بين جبلي أبانات وادي الرمة. أبان الأسمر (ويقال له قديما الأسود) ويقع شمال مجرى وادي الرُّمة والثاني أبان الأحمر (ويقال له قديماً الأبيض) ويقع جنوب مجرى وادي الرُّمة، وتأتي التسمية بالإفراد (أبان) أو بالتثنية (أبانان) أو بالجمع (أبانات) وكلها لمسمى واحد.

## مدن وقرى أبان
حاضرة أبان مدينة  ضليع رشيد، ومن المراكز في أبانات المرموثة ووادي النخيل والجرذاوية والغضيا والسلمات والناصفة ومهيضة.
ومن القرى والهجر في أبانات، ابالحياص وفياضة والدليمية والقعري ونقرة الردافين فيضة السلمات وتلعة رشيد والعازمية وفيضة الشعب وأبو جص وأبو قليبات والجرارية الجنوبية والجرارية الشمالية ومحرقاء وروضة الوسق وعسيلة الظاهرية وظاهرية ابن باني ضليع الصحاف والنويصفة والخريشاء وأبو طلح والخنقة وأم صفا وقراضية والخنقة ومحيوة وعقلة العطشان وخيطان والفرعة وأبو ثمام والغضيا والسلمات والثغيب وأم برقة ومشرفة عمودان وأبو طرفا ومشرفة بن هادي ووادي النعم وأم جرفان وضليع الصحاف وأبو طلح وابرقية وأم فخذين والعامودة.

## أبان الأسمر
يقع أبان الأسمر، بين خطي عرض ( 17.14 50 25) وطول (00 57 42) ويبلغ ارتفاعه حوالي 1,199 م (3,934 قدم).
أما القرى الواقعة حوله: فمن الشمال، البتراء والفوارة. ومن الجنوب، وادي الرمة. ومن الشرق، النبهانية ونبيها والدوحة وقصر ابن عقيل. ومن الغرب، ثادج وعطي.
والأودية والشعاب التي تمر من حول الجبل هي: من الشمال: شعيب القليب. ومن الجنوب: وادي الرمة ومصب وادي الداث. ومن الشرق: شعيب المطلاع وشعيب السحق الجنوبي، وشعيب القليب. ومن الغرب: وادي ثادج وشعيب مخيط.

## أبان الأحمر
يقع أبان الأحمر بين خطي عرض ( 8.57 30 25) وطول (00 45 42)، ويبلغ ارتفاعه حوالي 1,280 م (4,199 قدم). وتحيط به عدة قرى منها: الغضياء من الشمال. والعمودة، والجرذاوية وأبو طلح من الجنوب. والحنينية والمرموثة و ضليع رشيد وخضراء من الشرق. وكحلة وفياضة والشعب من الغرب..ومن الأودية والشعاب التي تمر حول الجبل: وادي الرمة ووادي عطا عند لقائه بالرمة من الشمال. ومن الجنوب: شعيب أبو رمث وشعيب العمودة. ومن الشرق: شعيب جرار.

## التاريخ
كان أبان لشهرته عند القدماء علماً تضبط به المواقع القريبة منه. ونقل ياقوت عن الأصمعي قوله : وادي الرمة يمر بين أبانين، وهما جبلان يقال لأحدهما الأبيض، وهو لبني فزاره ثم لبني جريد منهم، وأبان الأسود لبني أسد ثم لبني والبة ثم للحارث بن ثعلبة بن دودان بن أسد بينهما ثلاثة اميال.
ورد ذكر هذين الجبلين كثيراً في الشعر العربي، ومن ذلك قول المهلهل بن ربيعة في حرب البسوس :
لو أبانين جاء يخطبها ...ضُرّج ما أنف خاطبٍ بدم
وقال أمرؤ القيس :
كأن أباناً في أفانين وبله... كبير أناس في بجاد مزمل
وقال الشماخ :
كأن رحلي على حقباء قاربة ..... أحمى عليها الأبانين الأراجيل 